# Federazione di rugby a 15 di Saint Vincent e Grenadine
La Federazione Rugby XV di Saint Vincent e Grenadine (in inglese St. Vincent and the Grenadines Rugby Football Union) è l'organo che governa il rugby a 15 a Saint Vincent e Grenadine.
Affiliata a World Rugby, è inclusa fra le nazionali di terzo livello senza esperienze di Coppa del Mondo.